# Wisdom Tree
Wisdom Tree, Inc. (anteriormente Color Dreams) es un desarrollador de videojuegos cristianos. Originalmente fundada en 1988 como Color Dreams, una de las primeras compañías en trabajar alrededor de la tecnología de chip de bloqueo de Nintendo para Nintendo Entertainment System, la compañía cambió su enfoque a los juegos cristianos en 1990, cambiando su nombre a Wisdom Tree el año siguiente.

## Historia
Fundada en 1988, Color Dreams fue uno de los mayores productores de juegos sin licencia para NES, pero, debido a la presión de Nintendo, Color Dreams tuvo muchas dificultades para que los minoristas almacenaran sus juegos. Aunque Color Dreams no violó ninguna ley al optar por el sistema de licencias de Nintendo con su solución a la tecnología de chip de bloqueo de Nintendo, A Nintendo le disgustó que no recibiera ingresos de los juegos de Color Dreams y quería evitar que otras compañías siguieran su ejemplo. Por lo tanto, Nintendo comenzó a amenazar con dejar de vender juegos a minoristas que vendían juegos de NES sin licencia. Debido a que los minoristas no podían darse el lujo de dejar de hacer negocios con Nintendo, las compañías sin licencia estaban en desventaja. De este modo, Color Dreams tuvo grandes dificultades para acceder al mercado minorista y decidió trabajar fuera de los canales de distribución de NES. Además, se informó que muchos de sus juegos tenían problemas para funcionar correctamente y fueron criticados por su falta de calidad y jugabilidad.
En 1990, Color Dreams comenzó a considerar producir juegos con temas bíblicos. En ese momento, había pocos videojuegos religiosos para sistemas de consola. Los funcionarios de Color Dreams vieron que había un mercado para ellos y que muchas tiendas que estarían más interesadas en vender juegos cristianos (librerías cristianas) probablemente no venderían videojuegos, y por lo tanto no serían vulnerables a la presión de Nintendo Mientras que muchas librerías cristianas en ese momento vendían mucho más que libros, también vendían películas religiosas, música cristiana contemporánea y otros bienes, tales tiendas no vendían videojuegos. Para convencer a estas tiendas de vender juegos religiosos, Color Dreams cambió su nombre a Wisdom Tree, trabajó arduamente para promover este nuevo género de videojuegos.Wisdom Tree envió librerías cristianas de 3 pies de exhibiciones de aventuras bíblicas, así como casetes VHS que muestran el juego. Estos videos promocionales se enfocaron en las librerías cristianas usando líneas como: "Este juego promueve la alfabetización bíblica y enseña a los niños acerca de la Biblia mientras juegan a un videojuego al estilo de Super Mario Bros. 'divertido y emocionante'". En última instancia, estos esfuerzos tuvieron éxito, y Color Dreams no solo pudo encontrar un nuevo canal de distribución para sus juegos, sino que también pudo lanzar un nuevo género de videojuegos, lo que significó que ninguna otra compañía compitiera con su nuevo nombre de Wisdom Tree.
A pesar de producir juegos para la NES sin ninguna aprobación oficial, Nintendo nunca amenazó ninguna acción legal contra Wisdom Tree, ya que la compañía probablemente temía una reacción violenta de los padres y grupos religiosos en las relaciones públicas.

## Juegos
Los títulos de Wisdom Tree siempre tenían un tema cristiano, y se vendían a menudo en librerías cristianas y similares. La mayoría de los juegos intentaron usar el medio para contar historias de la Biblia de manera que los hiciera interesantes para los niños de la era de los videojuegos. Muchos de sus juegos fueron conversiones parciales de títulos previamente lanzados por Color Dreams, con cambios apropiados en el tema. Un catálogo de productos de Wisdom Tree muestra capturas de pantalla de Joshua y la Batalla de Jericó que muestran un juego de desplazamiento lateral con el motor de Bible Adventures. El juego real lanzado utilizó el motor de Crystal Mines / Exodus.
El primer lanzamiento de la compañía como Wisdom Tree fue Bible Adventures, un multicart  de tres en uno que tomó prestados muchos elementos de juego encontrados en el Super Mario Bros. 2 estadounidense, aplicado a tres historias diferentes de la Biblia: Noe recolectando animales para el Arca, salvando a Baby Moses de los hombres de Faraón, y recreando la historia de David y Goliat. El juego vendió 350,000 copias, alentando a la compañía a continuar en este camino de hacer juegos.
Otros juegos de Wisdom Tree incluyeron Exodus (una conversión del antiguo juego Crystal Mines de Color Dreams, con la historia de la travesía de 40 años de los israelitas en el desierto), King of Kings (similar a Bible Adventures, pero ahora con tres eventos en los primeros años de Jesucristo) y Bible Buffet (un "juego de mesa de video" con pruebas bíblicas). También lanzaron Spiritual Warfare, un título de acción y aventura similar en estilo a The Legend of Zelda, aunque con el tema religioso requerido (el jugador, como soldado de infantería en el ejército del Señor, tiene la tarea de salvar las almas de la población pagana, utilizando el fruto del espíritu). La compañía también lanzó puertos de algunos de estos juegos a Sega Genesis y Game Boy, así como programas de lectura de la Biblia (versiones King James y NIV) para Game Boy. The Sunday Funday, una conversión de 1995 del juego Color Dreams Menace Beach,Es el último lanzamiento comercial de NES en los Estados Unidos.
Wisdom Tree tiene la distinción de haber hecho el único juego sin licencia lanzado comercialmente para el  Super Nintendo Entertainment System estadounidense, el Super 3D Noah's Ark. Esta conversión del motor Wolfenstein 3D presentó al jugador como Noah, que intentaba sofocar a los animales molestos en el Arca. arrojándoles frutas que inducen el sueño. Su forma (el único cartucho SNES estadounidense que no usa la carcasa estándar fabricada por Nintendo) se parece a la de Game Genie de SNES o Sonic & Knuckles en Sega Genesis, con un puerto de cartucho pasante en la parte superior; el juego requiere un cartucho "oficial" con licencia de Nintendo conectado a este paso, que permite al juego eludir la protección de bloqueo de SNES y arrancar. Un port para PC del juego se lanzó en Steam en 2015, con características retocadas, como soporte para resoluciones de pantalla panorámica y logros.
El juego de The Wisdom Tree King of Kings fue catalogado como una mención honorífica en "Los siete juegos de Navidad que te hacen odiar la Navidad" de Gamespy.com, debido a su juego no entretenido y la sensación ridícula de esquivar "camellos que escupen ácidos".

## Actualidad
El Wisdom Tree aún está activo hoy, principalmente otorgando licencias de los derechos de sus juegos a varias compañías. La compañía lanzó un sistema de "TV controller" todo en uno con siete de sus juegos NES en una sola unidad independiente. Más recientemente, han llevado juegos de otros desarrolladores en su sitio. Heaven Bound es un ejemplo de un juego 3D más moderno para PC. Estos juegos se producen en 3D Game Studio (por ejemplo, Joseph y Galilee Flyer by Sunday Software), utilizando los modelos predeterminados que vienen con el programa..
En 2010, todos los juegos de Wisdom Tree NES se pusieron a disposición a través del sitio web oficial de Wisdom Tree en Arcade Section a través de vNES, un emulador de NES basado en Java.
En 2013, la editorial de juegos retro Piko Interactive adquirió los derechos de Wisdom Tree para lanzar reimpresiones reales de varios juegos de Wisdom Tree. El raro y codiciado Super 3D Noah's Ark fue el primer juego en ser reproducido por Piko Interactive.
En el verano de 2014, el sitio web de juegos retro Stone Age Gamer comenzó a vender camisetas con licencia basadas en numerosas propiedades de Wisdom Tree, entre ellas: Bible Buffet, Sunday Funday, Super 3D Noah's Ark y Exodu.
In 2015, a refurbished PC port of Super 3D Noah's Ark was released on Steam through the Steam Greenlight service which allows video games and concepts to be considered for release on the platform by the community.
En junio de 2016, Piko Interactive y Wisdom Tree lanzaron una campaña de micromecenazgo en Kickstarter para lanzar "Wisdom Tree Return with Arkade Plug and Play", se financió con éxito con más de $ 25,000 para 320 patrocinadores.